# Freycinetia erythrospatha
Freycinetia erythrospatha är en enhjärtbladig växtart som beskrevs av Elmer Drew Merrill och Lily May Perry. Freycinetia erythrospatha ingår i släktet Freycinetia och familjen Pandanaceae. Inga underarter finns listade.